# Live at Last (álbum de Cyndi Lauper)
«Live At Last» es un DVD de la cantante Cyndi Lauper.

## Listado de temas
1. At Last
2. Stay
3. I Drove All Night
4. If You Go Away
5. All Through the Night
6. Walk on By
7. Don't Let Me Be Misunderstood
8. She Bop
9. Sisters Of Avalon
10. Change Of Heart
11. True Colors
12. Shine
13. It's Hard To Be Me
14. Money Changes Everything
15. Unchained Melody
16. Time After Time
17. Girls Just Want To Have Fun

## Información Extra
El DVD trae, temas extras que no fueron agregados a la edición final del concierto.
Otros contenidos extras que se encuentran en el DVD, Stay (VIDEO), Discografía y un Documental, con subtítulos.
El DVD fue grabado en Nueva York; mientras estaba de gira con su At Last Tour. El DVD está compuesto por los temas de su álbum At Last (At Last, Stay, If You Go Away, Walk On By, Don't Let Me Be Misunderstood, Unchained Melody) y algunos éxitos. Lauper hace muchos chistes, cuenta sobre su infancia y se mete entre el público cantando y moviéndose.
- Datos: Q3835118